# Graduale
Graduale (af latin responsorium graduale 'vekselsang på altertrinene') kaldes
i den katolske kirkes messe det afsnit af skriften
– for det meste af Davids Salmer – som
synges mellem epistelen og evangeliet, medens
præsten endnu står på trinene (gradus)
op til alteret eller læsepulten. Graduale bruges også om den bog hvori messens samtlige sange findes optegnet.